# Rodokmen pánů z Medlova
Rodokmen pánů z Medlova a prvních Pernštejnů:
- pozn. - společný předek pánů z Medlova není známý

Gothard z Medlova († před 1208)  ∞  ?
1. Štěpán I. z Medlova († před 1235)  ∞  ?
  1. Vojtěch z Medlova († před 1258)  ∞  ?
  2. Štěpán II. z Medlova († po 1256)[1]  ∞  ?
    1. Filip I. z Medlova (+ po 1269)  ∞  ?
    2. Štěpán III. z Medlova (+ po 1285)  ∞  ?
    3. Havel z Pernštejna (+ po 1285)  ∞  ?
    4. Zdeslava z Pernštejna (+ po 1284)  ∞  ?

  3. Jimram I. z Medlova († po 1253)  ∞  ?
    1. neznámá  ∞  Čeněk z Bechyně
    2. Fridrich I. z Medlova (+ po 1348)  ∞  ?
    3. Archleb z Medlova (+ po 1294)[2]  ∞  ?
      1. Vojtěch II. z Medlova(† po 1318)  ∞  ?
        1. Eufemie z Medlova († po 1344)[3]  ∞  ?

Atluš z Medlova († před 1220)  ∞  ?
1. Jimram z Medlova († po 1225)  ∞  ?